# التمسية
التمسية (بالأمازيغية ⵜⵎⵙⵙⵢⴰ، بالفرنسية Temsia) هي جماعة قروية مغربية تابعة اداريا لعمالة إنزكان آيت ملول بجهة سوس ماسة .

## أصل التسمية
اسم كان يطلق على نبتة بالأمازيغية كانت منتشرة بكثافة بالمنطقة وتحكي أحد الروايات ان أهالي هذه المنطقة أثناء الاستعمار كانوا يصوبون الرصاص باتجاه المستعمر بقول انه وراء التمسية .ومن هنا أخذ هذا الاسم .

## الموقع الجغرافي

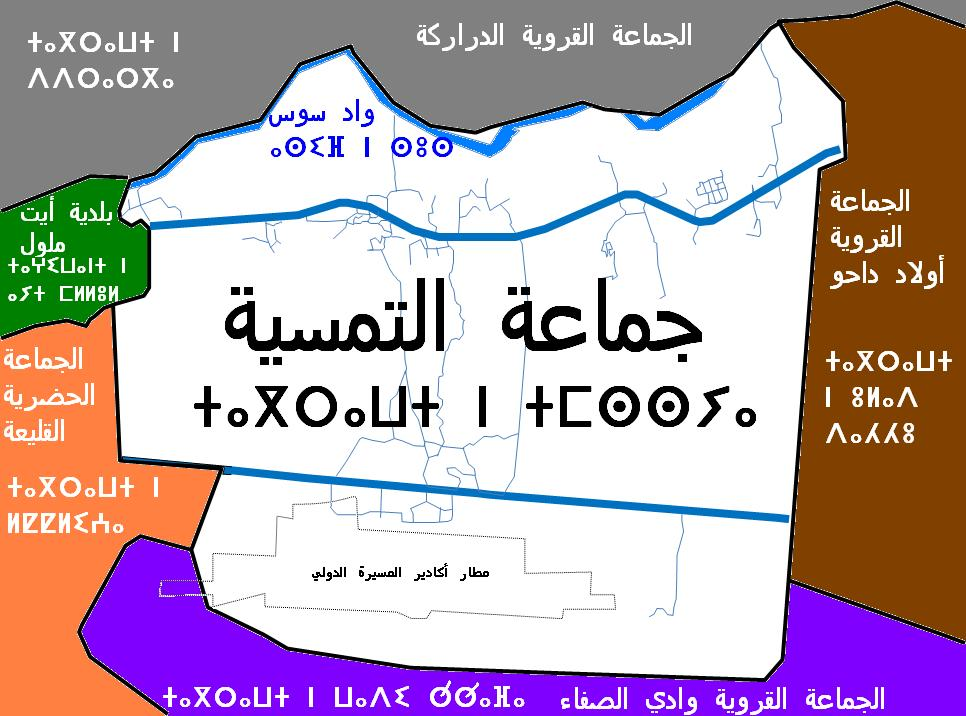
خريطة توضيحية للموقع الجغرافي لجماعة التمسية

تقع جماعة التمسية بعمالة إنزكان آيت ملول بجهة سوس ماسة جنوب المغرب .
تحد جماعة التمسية من الشمال الجماعة القروية الدراركة من عمالة أكادير إدا وتنان ومن الجنوب الجماعة القروية وادي الصفاء من إقليم شتوكة آيت باها ومن الشرق الجماعة القروية أولاد داحو من عمالة إنزكان آيت ملول ومن الغرب بلدية أيت ملول من عمالة إنزكان آيت ملول والجماعة الحضرية القليعة من عمالة إنزكان آيت ملول.

## التأسيس
تأسست جماعة التمسية إثر التقسيم الإداري لسنة 1959 بعد استقلال المغرب سنة 1956. وفي إطار التقسيم الإداري لسنة 1992 تفرعت عنها جماعة أولاد داحو.

## التجهيزات الإجتماعية

### المؤسسات التعليمية

#### المدارس الإبتدائية
- مدرسة الرشاد [5]
- مدرسة أبي ذر الغفاري
- مدرسة بوزوڭ
- مدرسة المسيرة الخضراء
- مدرسة المجاهدين
- مدرسة الطاهر الإفراني

#### الثانويات الإعدادية

صورة فوتوغرافية لساحة ثانوية الأنوار الإعدادية

- ثانوية الأنوار الإعدادية
- ثانوية الإمام الجازولي الإعدادية
- ثانوية يوسف بن تاشفين الإعدادية

#### الثانويات التأهيلية
- ثانوية عبد الله الشفشاوني التأهيلية
- ثانوية ابن زيدون التأهيلية

### المرافق الرياضية
تتوفر جماعة التمسية على ملعب رياضي واحد وهو ملعب المسيرة، وهو الملعب الرسمي لنادي اتحاد التمسية.

## التجهيزات الاقتصادية
تتوفر جماعة التمسية على سوقين (سوق التمسية والمركز التجاري بإخربان) و على أربع وحدات صناعية وعلى 13 ورشة للصناعة التقليدية.

## السكن والتعمير
تتوفر جماعة التمسية على تصميم التهيئة الخاص بمركز التمسية وتصميم التهيئة الخاص بمركز إخربان مصادق عليهما سنة 2000

## الديموغرافية
عَرفت جماعة التمسية قفزة كبيرة في عدد سكانها الذي ارتفع إلى ما يربو على الضعف في نحو عشرين سنة، فقد انتقل عدد السكان من 9478 نسمة سنة 1960 إلى 18696 نسمة بعد إحصاء 1982. وفي إطار التقسيم الإداري لسنة 1992 تفرعت الجماعة القروية لأولاد داحو عن الجماعة القروية التمسية، فأصبح عدد سكان التمسية وحدها يبلغ 15756 نسمة حسب إحصاء 1994 ليرتفع هذا العدد إلى 26385 نسمة حسب إحصاء شتنبر 2004. ويرجع ذلك بالأساس إلى الهجرة التي تشكل ملاذاً للأيدي العاملة التي تشتغل بمدينة أكادير والحي الصناعي لمدينة أيت ملول.
- تتكون جماعة التمسية من 5.224 أسرة أي متوسط عدد الأفراد في كل أسرة تقريبا هو 5,05 (إحصاء 2004)
- 14,902 من السكان يعيشون في المركز، و11,483 يعيشون في المناطق النائية، وذلك حسب إحصاء 2004.
- يبلغ عدد السكان المغاربة بجماعة التمسية 26.375 نسمة أي حوالي %99,96 من إجمالي السكان، ويبلغ عدد السكان الأجانب 10 نسمة أي ما يقارب %0,04 (إحصاء 2004)

| سنة الإحصاء | عدد السكان |
| ----------- | ---------- |
| 1960        | 9478       |
| 1982        | 18696      |
| 1994        | 15756      |
| 2004        | 26385      |

## الموقع الإستراتيجي
تحظى جماعة التمسية بموقع إستراتيجي مهم وذلك بحكم قربها من مدينة أكادير(عاصمة جهة سوس ماسة) ومدينة إنزكان (من أهم المدن الاقتصادية بالمغرب) والحي الصناعي لمدينة أيت ملول وكذلك لمرور الطريق الوطنية رقم 10 والطريق السريع الرابط بين مدينة أكادير ومدينة تارودانت بها ولوجود مطار أكادير المسيرة (من أهم المطارات على الصعيد الوطني) على أرض الجماعة.

## المناخ

صورة لسماء التمسية

تتميز جماعة التمسية بمناخ معتدل على العموم، حيث تبقى درجة الحرارة اليومية غالباً في العشرينيات، كما يكون المناخ شبه جاف في بعض الأحيان وأحياناً أخرى تخضع لتأثيرات المحيط الأطلسي، كما أن موقعها جنوب الأطلس الكبير يحد بشكل ملحوظ من تسرب الرياح الرطبة الشمالية المحملة بالأمطار، كما تتعرض للتيارات الجنوبية والرياح الصحراوية “الشرگي” المعروفة بجفافها وتأثيرها على قارية المناخ وارتفاع مستويات درجة الحرارة عن 40 درجة مئوية خلال الصيف. سُجلت أعلى درجة حرارة صيف 2012 حيث بلغت 51.7°، وأقل درجة سجلت هي -2.6° .

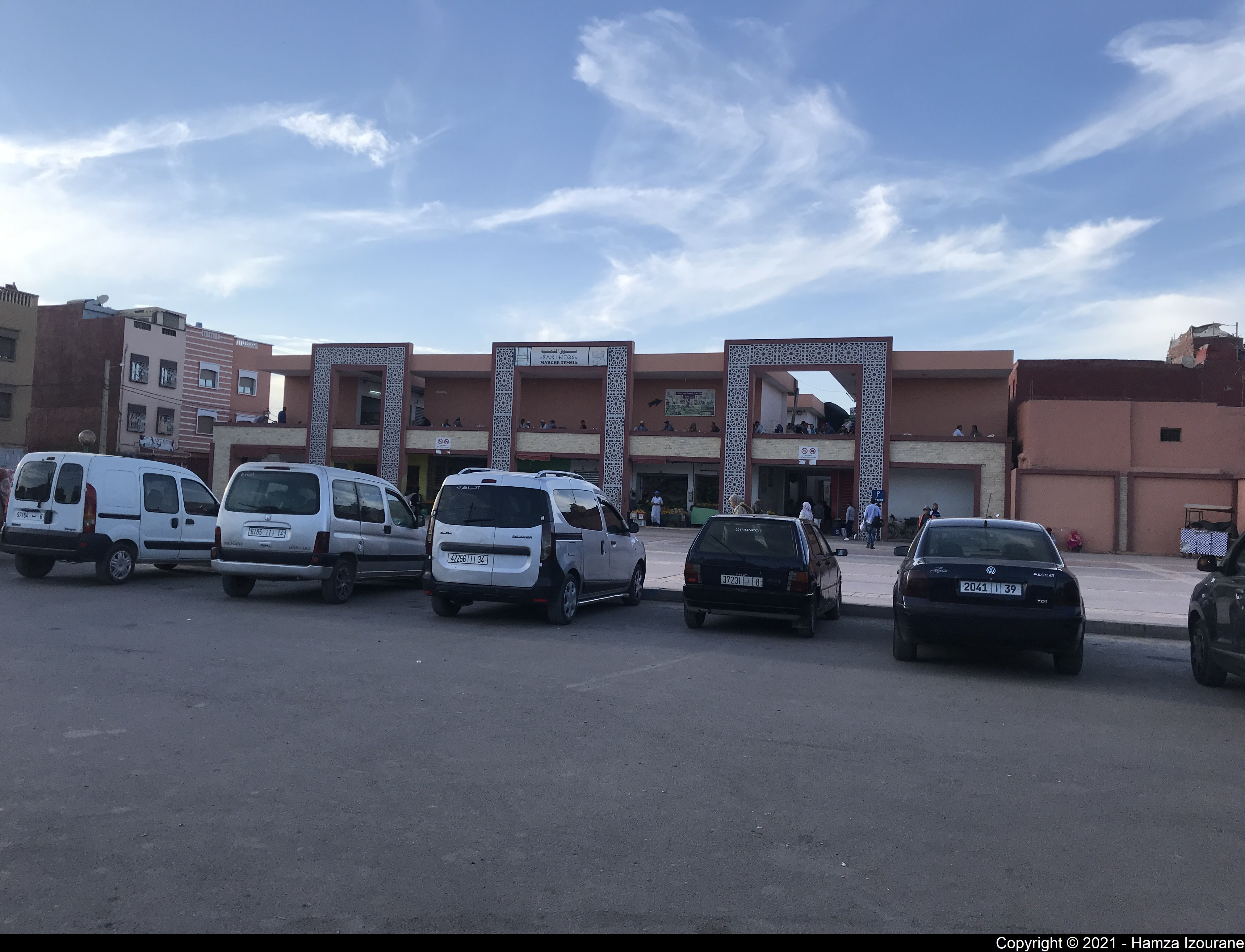

## أحياء سكنية

### أحياء رئيسية
تمسية= يعد حي تمسية مركز جماعة التمسية وذلك بحكم تواجد مقر الجماعة في هذا الحي الذي تصنف جل مناطقه كمناطق شبه حضرية إضافة إلى بعض المناطق الحضرية وبعض المناطق القروية.

إخربان= يعتبر حي إخربان حيا حضريا بامتياز ويحتوي على بعض المناطق الشبه حضرية رغم قلتها ويعود الفضل في ذلك إلى موقعه المتميز قرب مطار أكادير المسيرة.

بوزوڭ= يعد حي بوزود من أهم الأحياء على مستوى جماعة التمسية وتعد جل مناطقه قروية أو شبه حضرية.

آيت موسى= كما هو الحال بالنسبة لحي بوزوڭ، يُعد حي آيت موسى من أهم الأحياء في جماعة التمسية وتُصنف معظم مناطقه بين قروية وشبه حضرية.

### أحياء ثانوية

صورة فوتوغرافية لحي درب الحماني

- الجنان
- أسايس
- تفرديت
- دار بن الشيخ
- درب الحماني

- فوق الجرف
- إڴر أوضوار
- البدوع
- درب الماكينة
- دوار عليوة
- عين سيدي بلقاسم
- أمهايش
- برا وضوار
- تماعيت
- إڴر أوڴرام
- إملالن
- تعمريت
- بندرار

## الصحة
- المستوصف القروي حي البدوع
- المركز الصحي القروي إخربان المستوى الأول